# Scionecra menaka
Scionecra menaka är en insektsart som först beskrevs av James Wood-Mason 1877.  Scionecra menaka ingår i släktet Scionecra och familjen Diapheromeridae. Inga underarter finns listade i Catalogue of Life.